# Микротурбулентность
Микротурбулентность — вид турбулентности, свойства которой меняются на малых масштабах длины. Крупномасштабная турбулентность носит название макротурбулентности.

## Микротурбулентность в звёздах
Микротурбулентность является одним из нескольких механизмов, приводящих к уширению линий поглощения в спектрах звёзд. Подобная микротурбулентность меняется в зависимости от эффективной температуры и поверхностной гравитации.
Скорость микротурбулентности определяется как мелкомасштабный нетепловой компонент скорости газа в области образования спектральной линии. Считается, что конвекция ответственна за наблюдаемое турбулентное поле скоростей как в маломассивных, так и в массивных звёздах.
При спектроскопических исследованиях скорость газа вследствие конвекции приводит к возникновению эффекта Доплера в полосах поглощения. Уширение линий поглощения происходит из-за наличия дисперсии скоростей вдоль луча зрения в маломассивных звёздах, обладающих конвективными оболочками. У массивных звёзд конвекция присутствует только в малой области под поверхностью; такая конвекция может создать турбулентность на поверхности звезды вследствие возникновения звуковых и гравитационных волн.
Величину микротурбулентности (обозначается буквой ξ, измеряется в км/с) можно определить, сопоставляя уширение сильных линий и слабых линий.